# تيرانا (مدينة قديمة)

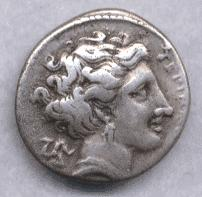
عملة من تيرانا

تيرانا (الاغريقية القديمة) هي مدينة قديمة في ماجنا غراسيا تقع شمال ساحل جولف اوفيميا، حوالى 20 كم من لاميتسيا تيرمي في كالابريا يزعم أن تم اكتشاف المدينة سنة 1922 بواسطة عالم الاثار (باولو اورسى) بالقرب من القرية العصرية سانت افوميا فيترى، ولكن بدء البحث الاثرى النظامى سنة 1997، ويستند فقط على العملات المعدنية التي تم اكتشافها في موقع المدينة. يمكن رؤية العملات المعدنية والنقوش والمصنوعات اليدوية في متحف لاميتينو الاثرى في لاميزا تيرمى، بينما، التجميع الفعلى للمدينة في (نوسيرا تيرانسى) حيث يقع الموقع الاصلى فوق تلة تسمى (بيانو دى تيرانا) هذة التلة محاطة بنهرين متصلين (سافوتو وجراندى) وهذا يتوافق تماما مع الوصف الذي قدمة المؤرخ اليونانى (استرابو) في عملة الجغرافى الكبير الذي نشر لأول مرة تقريبا عام 20 بعد الميلاد.

## التاريخ
المدن اليونانية في القرن الخامس قبل الميلاد كروتوني ولوكري كلاهما يقع على البحر الأيوني، يتنافسون للسيطرة على موانئ البحر التيراني، هذة الموانئ كانت مهمة في مباشرة التجارة، اسست لوكري هناك مدينتى ميدما وهيبونيوم وتولت القيادة على ميتاروس. تقع تيمسا شمال هيبونيوم وكانت لها علاقة وثيقة مع كرتونى، التي من المحتمل انها كانت مدينتها الام. كانت تيمسا ذات قيمة لوجود مناجم النحاس بها وأيضا تجارتها مع الشمال. غزت لوكرى تيمسا في وقت ما في النصف الاول من القرن الخامس قبل الميلاد ربما في 470 قبل الميلاد أو 480 قبل الميلاد، تضررت كروتونى من الخسارة وأسست تيرانا لتعويض خسارتها، تأسست تيرانا مابين 470-480 قبل الميلاد. بدأت تيرانا بتصنيع عملتها المعدنية في وقت ما بعد عام 480 قبل الميلاد، مما يشير على انها سرعان ما استقلت عن مدينتها الأم.
أصبحت تيرانا مزدهرة وكانت تحمي الطريق من البحر التيرانى إلى كروتونى، لاحقا في نصف القرن الخامس تم الهجوم على تيرانا من قبل مدينة ثيراي تلك المدينة التي تأسست عام 444/3 قبل الميلاد اردات ثيراى أن تستحوذ على تيرانا لعلاقتها القوية مع كروتونى، عدوة ثيراى، قاد الجنرال السبرطى كليندريداس الجيش الثيرانى مخططا لهجوم مفاجئ، ولكن قد فشل ذلك لاكتشاف جيشه، انسحب كليندريداس بعد أن دمر ريف المدينة.
عندما شكلت بروتيانس مجموعة عرقية جديدة في لوسانيا (باسيليكاتا حاليا) في عام 356/5 قبل الميلاد، كانت تيرانا هدفهم الأول، حيث أنهم حاصروها ونهبوها، حتى وصل الكسندر من ايبروس إلى جنوب إيطاليا تقريبا عام 333 قبل الميلاد استولى على المدينة من بروتيانس، لم يمتك الكسندر المدينة لوقت طويل حيث أنه هزم عن طريق جيش مشترك من بروتيانس وولوسيانس في معركة (باندوسيا) في عام 331 قبل الميلاد، لاحقا في وقت ما أصبحت تيرانا ملكية رومانية. بواسطة حنبعل تم تدميرها بشكل نهائى في الحرب البونيقية الثانية لأنه لم يستطع الدفاع عن المدينة اثناء اقامتة في كالابريا.
تمت إعادة بناء المدينة في وقت ما لاحق لأنه تم ذكرها مرة أخرى من قبل بلينيوس الأكبر. الدليل المادي من وجود مستوطنة قديمة في منطقة سانت اوفيميا يرجع تاريخه إلى عام 1865، حيث تم العثور عن طريق الصدفة في القرن الرابع قبل الميلاد على ديادم ذهبى وكنز من المجواهرت. تم بيعهم في نهاية نفس القرن ل المتحف البريطاني في لندن حيث مازالت محفوظة إلى الآن. ترتبط تيرانا بأسطورة ليجيا، واحدة من ثلاث سيرانة من أوديسة هوميروس

## روابط خارجية
- وصف موقع تيرينا الأثري من قبل بلدية لاميزيا تيرمي نسخة محفوظة 19 أكتوبر 2013 على موقع واي باك مشين. باللغة الإيطالية
- موقع متحف لاميتينو الأثري باللغة الإيطالية
- عملات تيرينا